# Prepelau
Prepelau (en llatí Prepelaus, en grec antic Πρεπέλαος) fou un general de Cassandre de Macedònia que va viure al segle iv aC.
Se'l menciona per primera vegada l'any 315 aC quan Cassandre el va enviar en missió secreta a Alexandre Polispercó al que va aconseguir separar del bàndol d'Antígon el Borni i unir-lo al seu, segons Diodor de Sicília. Després va dirigir un exèrcit enviat en suport d'Asandre de Cària i va cooperar amb aquest general contra Ptolemeu, nebot d'Antígon.
Desapareix per uns anys fins al 303 aC quan governava la important fortalesa de Corint amb un fort contingent, però no va poder impedir la conquesta per part de Demetri Poliorcetes, i es va salvar per una ràpida fugida.
Al començament de l'estiu del 302 aC Cassandre el va enviar al front d'un exèrcit per cooperar amb Lisímac de Tràcia, i amb aquestes forces va obtenir diverses victòries brillants, conquerint Adramyttium, Efes i Sardes, i dominant tota l'Eòlia i la Jònia; però als pocs mesos Demetri Poliorcetes va recuperar gran part d'aquests territoris, abans del final de la tardor.
Ja no torna a ser esmentat.